# Ceraplectana trachyderma
Ceraplectana trachyderma är en sjögurkeart som beskrevs av Hubert Lyman Clark 1908. Ceraplectana trachyderma ingår i släktet Ceraplectana och familjen Molpadiidae. Inga underarter finns listade i Catalogue of Life.